# Opel Adam
El Opel Adam es un automóvil de turismo del segmento A diseñado y producido por el fabricante de coches alemán Opel, y llamado así por el fundador de la marca, Adam Opel. Se vende bajo la marca Vauxhall en el Reino Unido. Fue lanzado en Francia, en el Salón del Automóvil de París de 2012, comenzando su venta a principios de 2013.
Tiene una carrocería hatchback de tres puertas y cuatro plazas, un motor delantero transversal y tracción delantera. Lleva una plataforma mecánica basada en la "Gamma II",  que usan el Opel Corsa, el Chevrolet Spark, el Chevrolet Aveo y el Chevrolet Trax, entre otros modelos lanzados a principios de la década de 2010. El Adam tiene como rivales el Audi A1, el Mini, el Fiat 500, el Ford Ka, el Peugeot 108, el Citroën C1, el Toyota Aygo, el Renault Twingo y el Volkswagen up!.
Una de las características que diferencia al Adam de sus rivales es su enorme capacidad de personalización.  La marca ofrece un catálogo de combinaciones de colores del techo, la carrocería y las llantas, además de pegatinas que forman parte de distintos paquetes de personalización.
El modelo se fabrica en la planta alemana de Eisenach.
La gama de motores inicial estará conformada por tres opciones de gasolina, un 1.2 de 70 CV, un 1.4 de 87 CV y por último un 1.4 de 100 CV, todos ellos asociados a un cambio manual de cinco velocidades. También serán de serie el paquete de medidas de ahorro ecoFLEX  y el sistema de parada y arranque automático Start & Stop. Se espera que Opel estrene en el modelo una nueva gama de motores de inyección directa y turbo, más eficientes y económicos, así como una transmisión manual de seis velocidades.

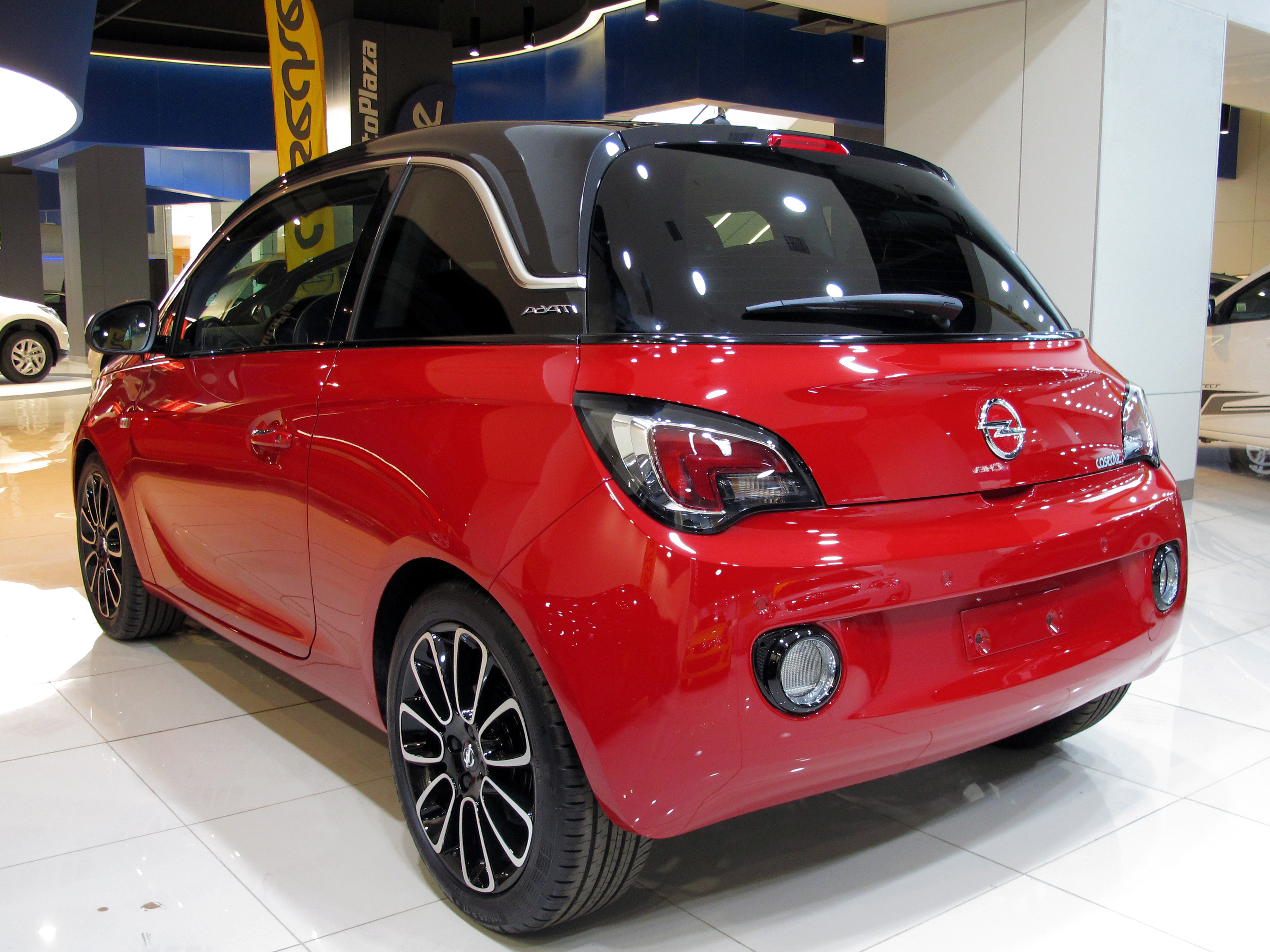
Vista trasera del Opel Adam Glam.

## Premios
El Opel Adam ganó el Red Dot Car Design Award en 2013.  En 2012, los lectores de la revista alemana "Auto Zeitung" votaron al Adam como mejor coche urbano.  En la 38 edición de los Reader's Choice Award de la revista alemana Auto Motor und Sport, el modelo ganó en la categoría de coche pequeño con el 24,2 % de los votos,  superando al Volkswagen up!, con el 23,9% de los votos, y al Mini, con el 16,6 por ciento de los votos.

## Motorizaciones
| Motores de gasolina            | Motores de gasolina                           | Motores de gasolina                           | Motores de gasolina   | Motores de gasolina                               | Motores de gasolina                           | Motores de gasolina         | Motores de gasolina | Motores de gasolina | Motores de gasolina | Motores de gasolina | Motores de gasolina | Motores de gasolina | Motores de gasolina | Motores de gasolina | Motores de gasolina | Motores de gasolina | Motores de gasolina | Motores de gasolina | Motores de gasolina |           |
|                                | 1.0 EDIT                                      | 1.0 EDIT                                      | 1.2                   | 1.4                                               | 1.4                                           | 1.4 Turbo (S)               |                     |                     |                     |                     |                     |                     |                     |                     |                     |                     |                     |                     |                     |           |
| ------------------------------ | --------------------------------------------- | --------------------------------------------- | --------------------- | ------------------------------------------------- | --------------------------------------------- | --------------------------- | ------------------- | ------------------- | ------------------- | ------------------- | ------------------- | ------------------- | ------------------- | ------------------- | ------------------- | ------------------- | ------------------- | ------------------- | ------------------- | --------- |
| Periodo                        | 2014-2019                                     | 2014-2019                                     | 2013-2019             | 2013-2019                                         | 2013-2019                                     | 2014-2019                   |                     |                     |                     |                     |                     |                     |                     |                     |                     |                     |                     |                     |                     |           |
| Identificación del motor       | B10 XFL                                       | B10 XFT                                       | A12 XEL, B12 XEL      | A14 XEL, B14 XEL                                  | A14 XER, B14 XER                              | B14 NEH                     |                     |                     |                     |                     |                     |                     |                     |                     |                     |                     |                     |                     |                     |           |
| Tipo de motor                  | L3 12v, inyección directa, turbo, intercooler | L3 12v, inyección directa, turbo, intercooler | L4 16v                | L4 16v                                            | L4 16v                                        | L4 16v, turbo, intercooler  |                     |                     |                     |                     |                     |                     |                     |                     |                     |                     |                     |                     |                     |           |
| Diámetro x carrera             | 74.0 mm × 77.4 mm                             | 74.0 mm × 77.4 mm                             | 72.4 mm × 72.6 mm     | 73.4 mm × 82.6 mm                                 | 73.4 mm × 82.6 mm                             | 72.5 mm × 82.6 mm           |                     |                     |                     |                     |                     |                     |                     |                     |                     |                     |                     |                     |                     |           |
| Cilindrada                     | 999 cm³                                       | 999 cm³                                       | 1229 cm³              | 1398 cm³                                          | 1398 cm³                                      | 1364 cm³                    |                     |                     |                     |                     |                     |                     |                     |                     |                     |                     |                     |                     |                     |           |
| Relación de compresión         | 10.5: 1                                       | 10.5: 1                                       | 10.5: 1               | 10.5: 1                                           | 10.5: 1                                       | 9.5: 1                      |                     |                     |                     |                     |                     |                     |                     |                     |                     |                     |                     |                     |                     |           |
| Potencia máxima: CV (kW) @ rpm | 90 CV (66 kW) @ 4000                          | 115 CV (85 kW) @ 5200                         | 69 CV (51 kW) @ 5600  | 87 CV (64 kW) @ 6000                              | 100 CV (74 kW) @ 6000                         | 150 CV (110 kW) @ 4900-5500 |                     |                     |                     |                     |                     |                     |                     |                     |                     |                     |                     |                     |                     |           |
| Par máximo: Nm @ rpm           | 170 Nm @ 1800-3700                            | 170 Nm @ 1800-4500                            | 115 Nm @ 4000         | 130 Nm @ 4000                                     | 130 Nm @ 4000                                 | 220 Nm @ 2750-4000          |                     |                     |                     |                     |                     |                     |                     |                     |                     |                     |                     |                     |                     |           |
| Tracción                       | Delantera                                     | Delantera                                     | Delantera             | Delantera                                         | Delantera                                     | Delantera                   | Delantera           | Delantera           | Delantera           | Delantera           | Delantera           | Delantera           | Delantera           | Delantera           | Delantera           | Delantera           | Delantera           | Delantera           | Delantera           | Delantera |
| Transmisión                    | Manual, 6 velocidades                         | Manual, 6 velocidades                         | Manual, 5 velocidades | Manual, 5 velocidades / Automática, 5 velocidades | Manual, 6 velocidades / Manual, 6 velocidades | Manual, 6 velocidades       |                     |                     |                     |                     |                     |                     |                     |                     |                     |                     |                     |                     |                     |           |
| Aceleración 0–100 km/h         | 11.9 s                                        | 9.9 s                                         | 14.9 s                | 12.5 s                                            | 11.5 s                                        | 8.5 s - 7,8 s               |                     |                     |                     |                     |                     |                     |                     |                     |                     |                     |                     |                     |                     |           |
| Velocidad máxima               | 180 km/h                                      | 196 km/h                                      | 165 km/h              | 176 Km/h                                          | 185 km/h                                      | 210 km/h                    |                     |                     |                     |                     |                     |                     |                     |                     |                     |                     |                     |                     |                     |           |
| Consumo combinado (L/100 km)   | 4.2                                           | 4.9                                           | 4.9                   | 5.3                                               | 5.3                                           | 5.9                         |                     |                     |                     |                     |                     |                     |                     |                     |                     |                     |                     |                     |                     |           |

## Ventas
Opel tiene planeado vender entre 40.000 y 50.000 unidades al año en Europa y 45.000 en su primer año de producción. En los primeros dos meses de 2013 ya se podían hacer reservas y año tras año las ventas han incrementado, sobre todo tras los primeros cuatro meses de 2014.

## Adam R2
Opel presentó el proyecto del Adam R2  para la FIA en el Salón de Ginebra de 2013. El concepto fue presentado como el Adam Cup. El Adam R2 está equipado con un motor de 1.6 litros con una potencia de 182cv. Tres Adam R2 participaron en la temporada de 2015 del Campeonato de Europa de Rally.

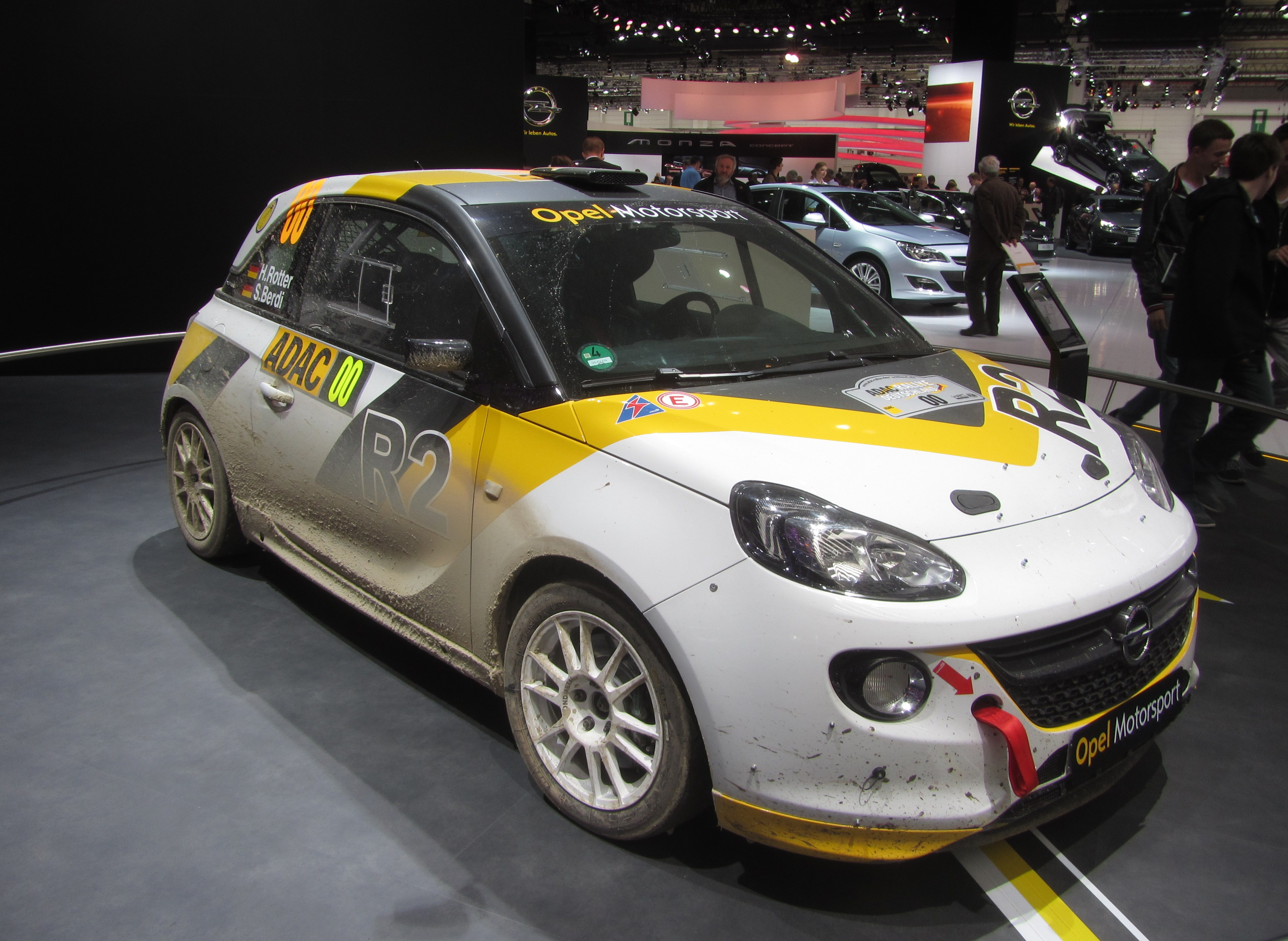
Opel Adam R2
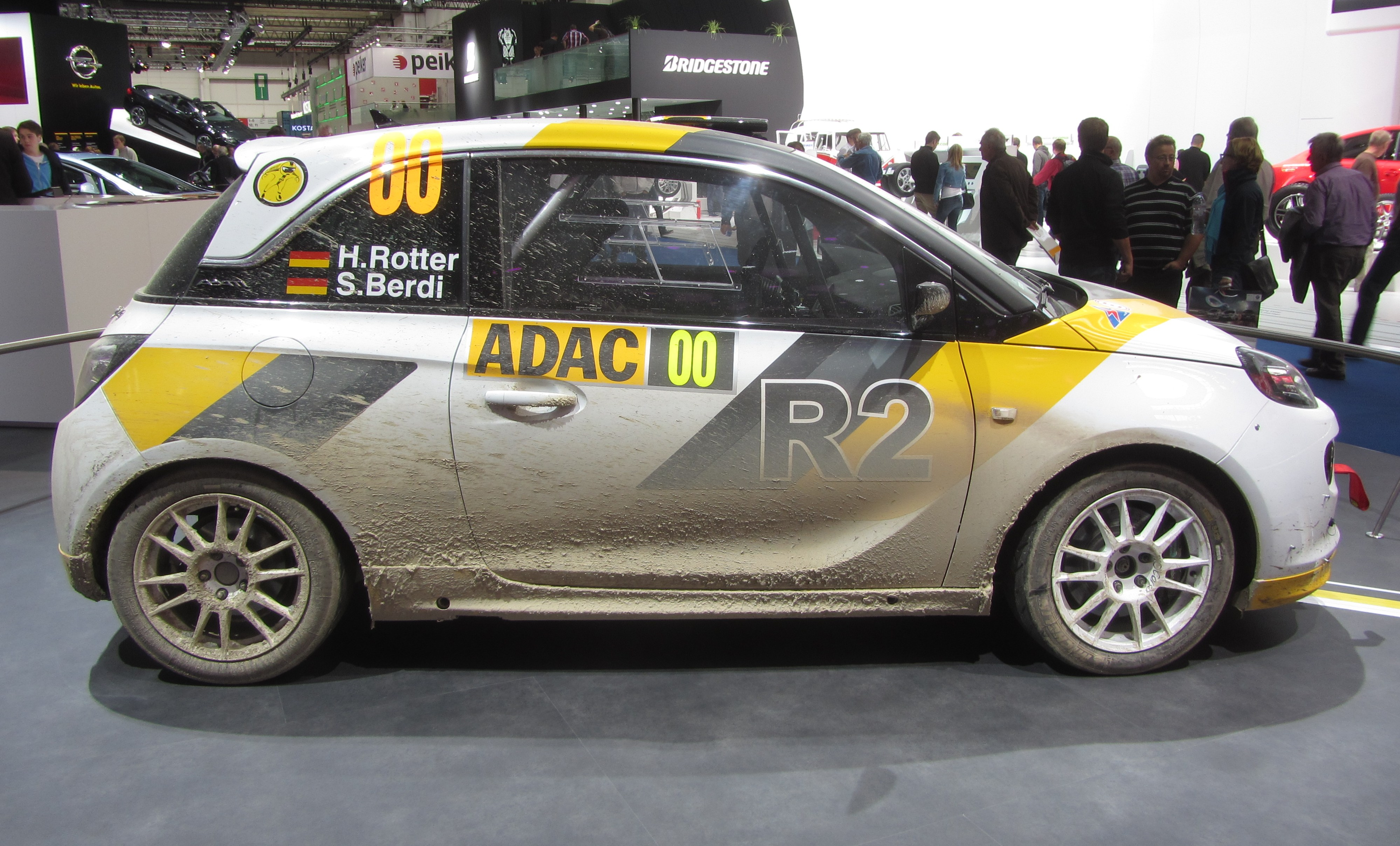
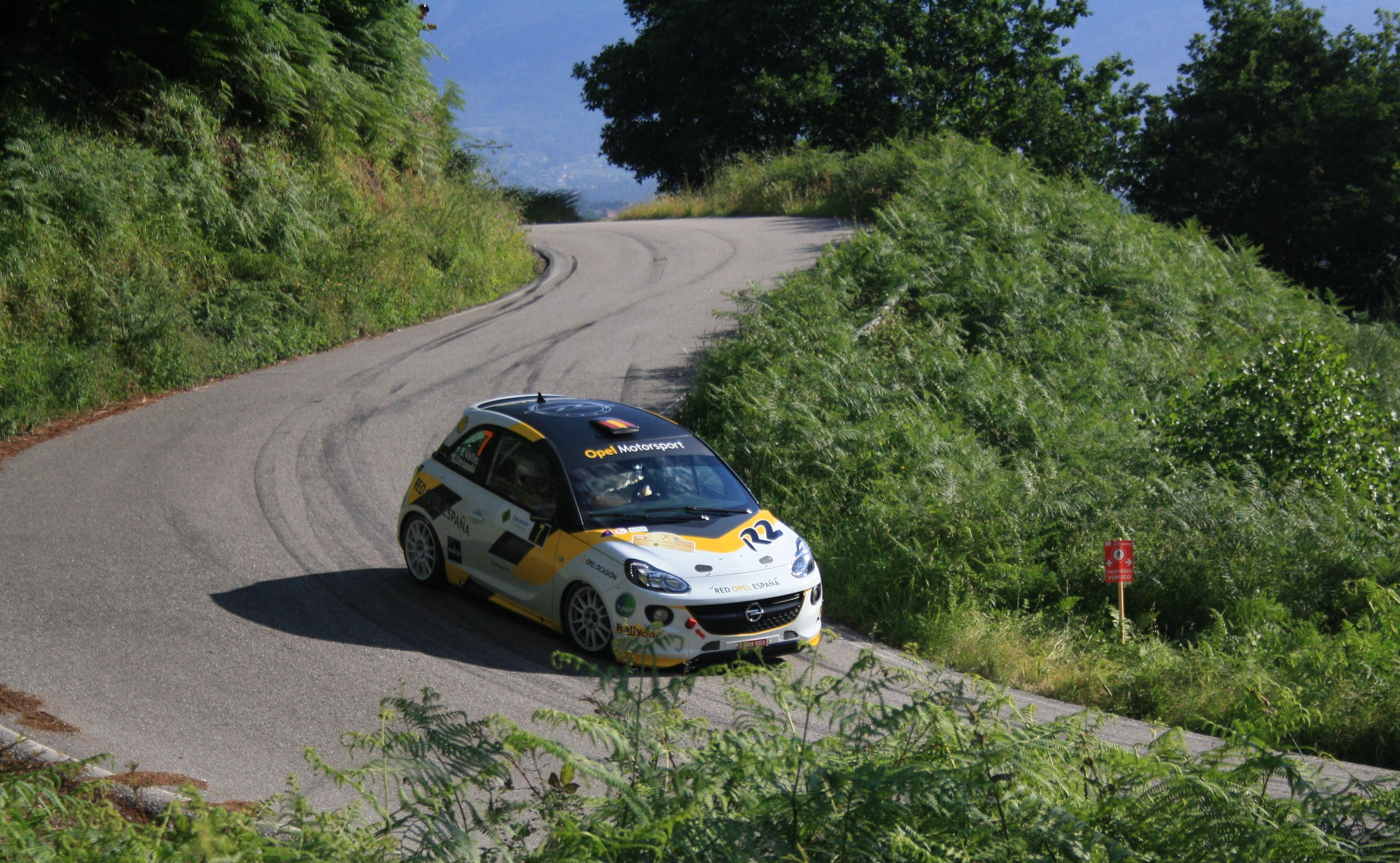